# Criminal (film)
Criminal är en amerikansk actionthrillerfilm från 2016 i regi av Ariel Vromen, från ett manus skrivet av Douglas Cook och David Weisberg. Filmen hade världspremiär i Tel Aviv (Vromens födelsestad) 5 april 2016, och hade därefter amerikansk biopremiär den 15 april 2016. I rollerna syns Kevin Costner, Gary Oldman, Tommy Lee Jones, Alice Eve, Gal Gadot, Michael Pitt, Jordi Mollà, Antje Traue, Scott Adkins, Amaury Nolasco, och Ryan Reynolds. Filmen är det andra samarbetet mellan Costner, Oldman och Jones, efter filmen JFK från 1991.
Filmen hade svensk biopremiär den 6 maj 2016.

## Handling
Filmen börjar med att CIA-agenten Bill Pope åker till London för att få stopp på en hacker kallad "The Dutchman". Pope hamnar i bakhåll och dödas, vilket gör att uppdraget förblir ogjort. Hans minnen och färdigheter implanteras därför i en farlig och oförutsägbar straffånge vid namn Jerico Stewart, som man hoppas ska kunna fullfölja Popes ouppklarade uppdrag.

## Rollista (i urval)
| Kevin Costner   | – Jerico Stewart            |
| Ryan Reynolds   | – Bill Pope                 |
| Gal Gadot       | – Jillian "Jill" Pope       |
| Gary Oldman     | – Quaker Wells              |
| Tommy Lee Jones | – Dr. Micah Franks          |
| Alice Eve       | – Marta Lynch               |
| Michael Pitt    | – Jan Strook / The Dutchman |
| Jordi Mollà     | – Xavier Heimdahl           |
| Antje Traue     | – Elsa Mueller              |
| Scott Adkins    | – Pete Greensleeves         |
| Amaury Nolasco  | – Esteban Ruiza             |
| Richard Reid    | – James Osborne             |
| Natalie Burn    | – Shoo Shoo                 |

## Produktion

### Utveckling
Den 20 juni 2013 meddelades att Millennium Films hade införskaffat ett manus till filmen Criminal, skrivet av Douglas Cook och David Weisberg. J. C. Spink, Chris Bender, Matt O'Toole och Mark Gill tillkännagavs sedan som producenter, tillsammans med Boaz Davidson som senare anslöt sig till produktionen. Den 13 september samma år blev Ariel Vromen anlitad som regissör av produktionsbolaget Millennium.

### Rollsättning
Den 17 juni 2014 blev Kevin Costner rollsatt, följt av Gary Oldman den 10 juli. Den 23 juli blev även Tommy Lee Jones rollsatt, följd av Ryan Reynolds den 4 augusti. Den 7 augusti fick Alice Eve en roll, och Jordi Mollà den 11 augusti. Den 12 augusti skrev Gal Gadot för rollen som hustrun till Ryan Reynolds karaktär. Den 26 september anslöt sig även Antje Traue, i rollen som medbrottslingen till dess huvudskurk.

### Inspelning
Fotograferingen påbörjades i London den 4 september 2014. En del skådespelare sågs även spela in vissa filmscener på King's Road i förorten Kingston. Mellan den 22 och 25 september ägde inspelningen rum i Yateley i Hampshire, där skådespelarna sågs spela in bilolyckor och helikopterjaktscener på Blackbushe Airport. Filmandet ägde även rum på Croydon College i Croydon, där högskolebyggnaden användes som forskningslabb, samt operationscenter, för CIA. Man använde sig också av bland annat Pinewood Studios.

### Musik
Den 9 december 2014 meddelades att Haim Mazar skulle ansvara för kompositionen av filmmusiken. Den 10 juni 2015 meddelades dock att Brian Tyler och Keith Power skulle komponera musiken, och därmed ta över Mazars kompositörroll.